# Hans Sulzer (Diplomat)

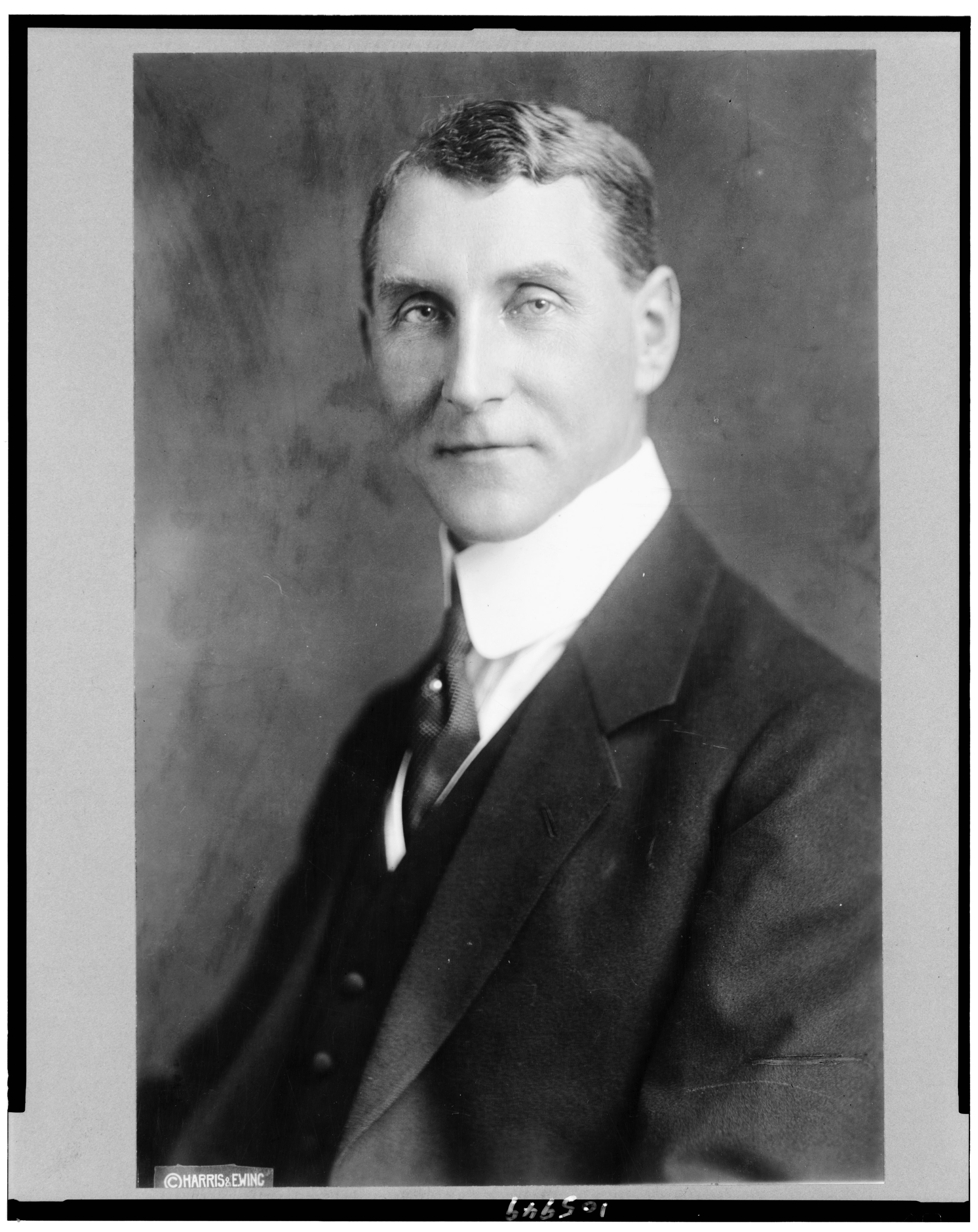
Hans A. Sulzer, circa 1917, in Washington, D.C.

Hans Adolf Sulzer (* 17. März 1876 in Winterthur; † 3. Januar 1959 ebenda; heimatberechtigt ebenda) war ein Schweizer Industrieller, Wirtschaftsvertreter und Diplomat. Er war vom 30. Mai 1917 bis 1. Januar 1919 Minister der Schweizerischen Gesandtschaft in Washington, D.C. Sulzer war mehrere Jahrzehnte Geschäftsführer und Verwaltungsratspräsident der Gebrüder Sulzer sowie der Vater von Georg «Gög» Sulzer (1909–2001), dem letzten Vertreter der Familie in der Konzernleitung.

## Diplomatische und politische Tätigkeiten
In den Jahren 1917 bis 1920 amtete Sulzer als ausserordentlicher Gesandter und bevollmächtigter Minister der Schweiz in Washington zur Sicherung von Lebensmittel- und Rohstoffzufuhren. Von 1939 bis 1941 war Sulzer Chef der Sektion Eisen und Maschinen im Kriegs-Industrie- und Kriegs-Arbeits-Amt und von 1939 bis 1945 schliesslich Präsident der Eidgenössischen Kommission zur Überwachung der Ein- und Ausfuhr. Sulzers handelspolitische Missionen im Auftrag des Bundesrates führten in 1939 und 1942 nach London und 1940 nach Berlin, wo er sich vergeblich bemühte, die Blockade der Alliierten zu lockern. Die Gebrüder Sulzer AG wurde vom Oktober 1943 bis zum März 1944 auf die schwarze Liste der Alliierten gesetzt, was von der Schweizer Wirtschaftselite als gezielter Angriff auf einen ihrer führenden Repräsentanten angesehen wurde.

Gemeinsam mit Arnold Hunold von der Mont Pelerin Society war Sulzer ab 1950 stark in die Umstrukturierung des Schweizerischen Instituts für Auslandforschung mit Sitz in Zürich involviert. Ziel der Umstrukturierung war die aussenpolitische Vernetzung mit ausländischen wirtschaftlichen Akteuren und die Stärkung des Zürcher Wirtschaftsstandortes. Sulzer amtete als erster Präsident des neugeschaffenen Kuratoriums ab 1958. Nach seinem Tod 1959 wurde sein Sohn Georg Sulzer Mitglied des Vorstandes. Der Chronist des Instituts Max Silberschmidt schrieb 1981 über Sulzers Rolle in der Umstrukturierung des SIAF:
Minister Dr. Hans Sulzer kommt beim Aufbau des Instituts ein ganz besonderes Verdienst zu. Als bedeutende politische Persönlichkeit mit überragenden Gaben der Führung, grosszügig und ritterlich, suchte er dem Institut eine breite Basis und einen akademischen Charakter zu geben. Es sollte ein in der Wissenschaft verankertes, vom Staate anerkanntes und sorgsam gefördertes, der Wirtschaft nützliches Institut werden, das einem breit gefächerten Publikum (einschliesslich Studenten), sowie der Geschäftswelt, die Bekanntschaft mit anerkannten Persönlichkeiten des politischen und kulturellen Lebens vermitteln und das Interesse an Fragen aussenpolitischer und weltwirtschaftlicher Natur wach halten würde.